# Antti-Jussi Niemi
Antti-Jussi Jormanpoika Niemi (Vantaa, 22 settembre 1977) è un ex hockeista su ghiaccio finlandese.

## Palmarès

### Olimpiadi
- Argento a Torino 2006.